# Ґлусець
Ґлусець (пол. Głusiec) — село в Польщі, у гміні Сецехув Козеницького повіту Мазовецького воєводства.
Населення — 280 осіб (2011).
У 1975-1998 роках село належало до Радомського воєводства.

## Демографія
Демографічна структура станом на 31 березня 2011 року:
|          | Загалом | Допрацездатний вік | Працездатний вік | Постпрацездатний вік |
| -------- | ------- | ------------------ | ---------------- | -------------------- |
| Чоловіки | 150     | 33                 | 92               | 25                   |
| Жінки    | 130     | 18                 | 64               | 48                   |
| Разом    | 280     | 51                 | 156              | 73                   |